# Komplexní průzkum půd

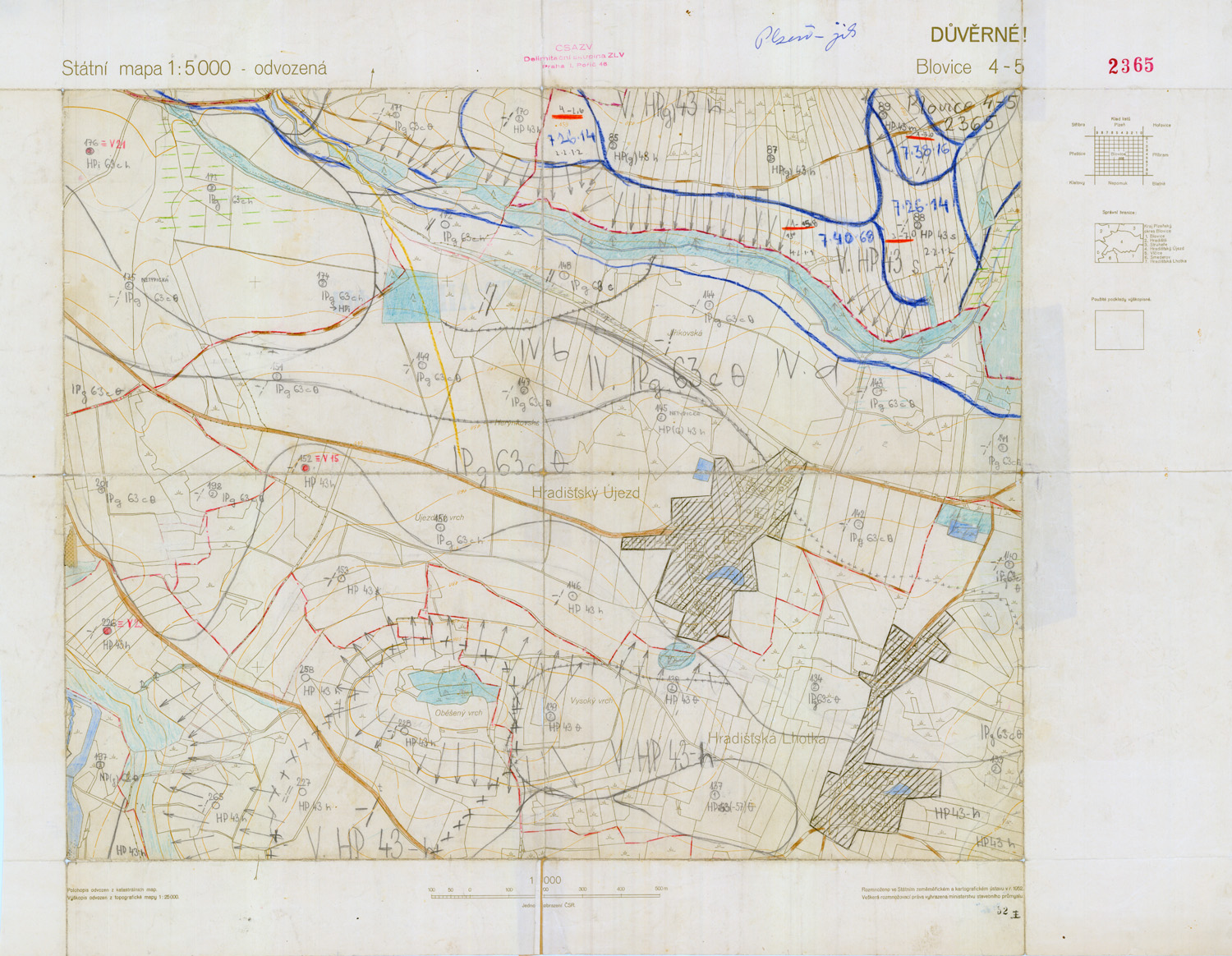
Půdní mapa komplexního průzkumu půd v měřítku 1 : 5 000 zobrazující místa půdních sond a půdních typů

Komplexní průzkum půd (KPP) byl prvním moderním soustavným průzkumem půd na území ČSSR, který proběhl v letech 1961–1970. Byl zpracován na základě usnesení vlády ČSSR č. 11 ze dne 4. ledna 1961 a sestával z etapy desetiletého jednorázového základního průzkumu geneticko-agronomických vlastností zemědělských půd a etapy soustavného zkoušení ornic, které bylo prováděno v pětiletých cyklech. Zavedl klasifikaci jednotek určených charakteristickou kombinací horizontů půdního profilu, vytvořených v průběhu vzniku půdy (půdní typy a subtypy) respektující substrát, ve kterém se půda vyvíjela a jeho vlastností, jakými je zrnitost, skeletovitost apod.
Výsledkem KPP jsou půdní mapy v měřítku 1 : 5 000, 1 : 10 000 a 1 : 50 000 s geneticko-agronomickou charakteristikou mapovaných jednotek, které přestavují podrobný materiál o vlastnostech půdy, jejím režimu a poznatcích o využívání, zúrodňování a ochraně půdy. Tato ojedinělá akce nebyla nikde na světě v takovém podrobném měřítku a rozsahu realizována.

## Materiály komplexního průzkumu půd

### Půdní mapy
Přímým výsledkem půdního průzkumu v KPP jsou půdní mapy se zákresem okrsků půd a půdních sond základních a výběrových v topografických mapách v měřítku 1 : 5 000 a 1 : 10 000. Mapování a zanášení informací do map probíhalo podle tzv. hospodářských obvodů, které byly vytyčeny působností JZD, státních či školních statků. Okrsky byly v terénu vymezovány jako genetičtí půdní představitelé a základní půdní představitelé na základě kopaných sond, vpichů a vrypů. Do map byly základní sondy zakreslované jako kroužek o průměru 0,5 cm, výběrové sondy byly označeny písmenem V. Vpichy sondovací tyčí se označovaly křížkem a vrypy trojúhelníkem. Okrsky půd vymezené čarami jsou popsány zkratkou základního půdního představitele, tedy půdního typu-subtypu velkými písmeny abecedy, litogenní variety doplňuje malé písmeno. Okrsky půd stejné zrnitosti vymezuje zpravidla modrá čára a zkratka malým písmenem. Déle jsou v těchto mapách i geneticko-agronomická seskupení půd.

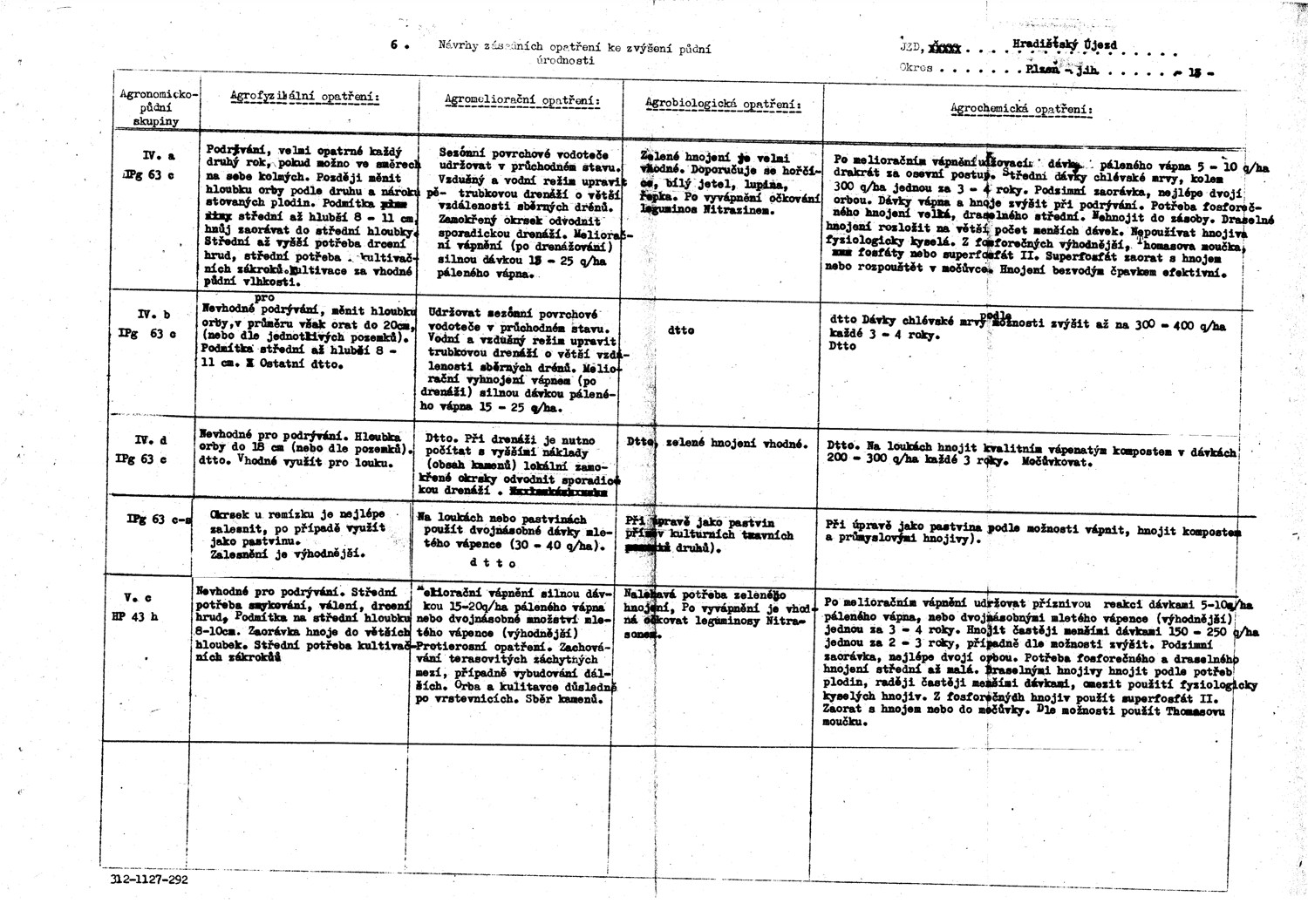
List z průvodní zprávy KPP (část návrhy opatření)

### Průvodní zprávy KPP
- Úvod – obsahuje technicko-organizační údaje o provedené průzkumu, výrobní typ, subtyp, strukturu půdního fondu, výnosy hlavních zemědělských plodin v průměru několika let, provedená zúrodňovací opatření a jejich účinek
- Přírodní a klimatické podmínky – klimatické podmínky, reliéf území, geologicko-litologické poměry, hydrologické poměry
- Půdní podmínky – nomenklaturní spis půd, genetickou charakteristiku půd v tabulkové formě, charakteristiku agronomických vlastností půd v tabulkové formě, charakteristiku agropůdních skupin
- Návrhy zúrodňovacích opatření – v tabulkové formě
- Závěr – zastoupení genetických půdních představitelů v hektarech, zastoupení zrnitostních kategorií v hektarech, zastoupení kategorií skeletovitosti v hektarech, zastoupení zamokření v hektarech, datum projednání, datum vypracování zprávy, podpisy zpracovatelů

### Průvodní zprávy okresu

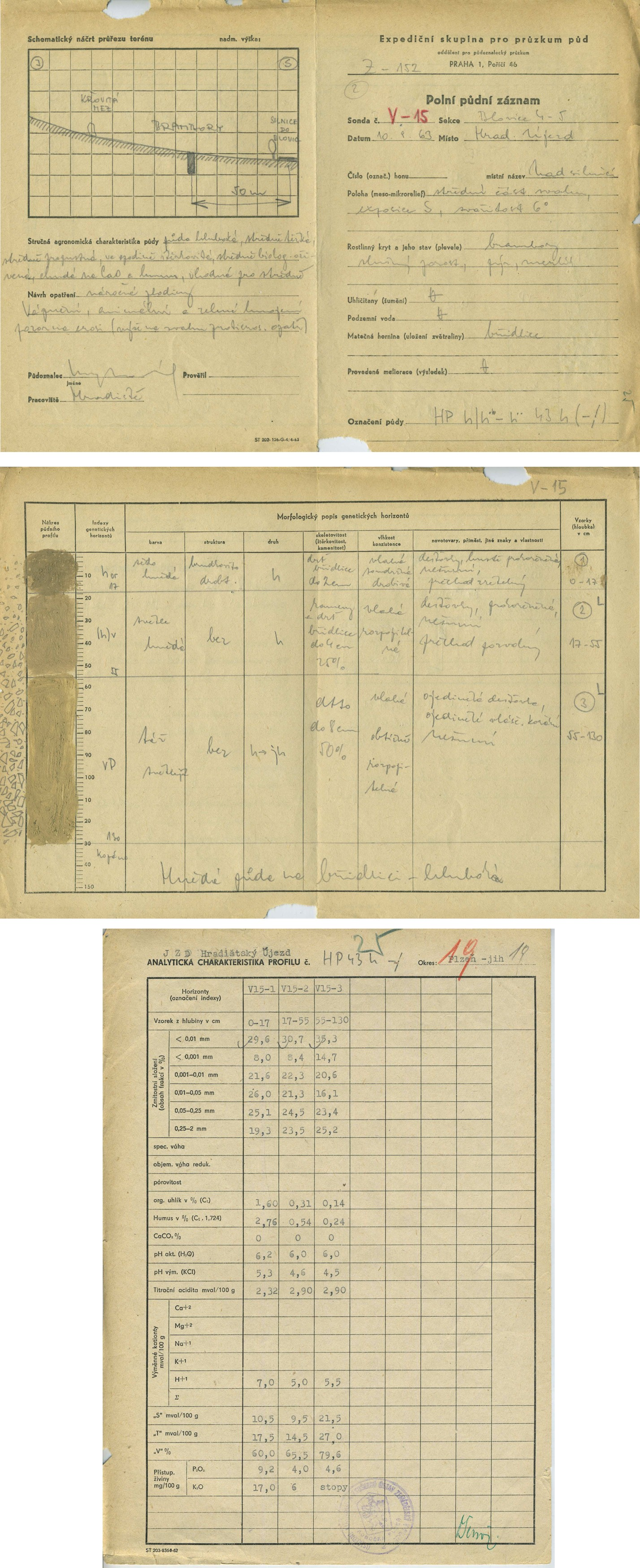
Polní půdní záznam sondy KPP. Druhý list zobrazuje omaz vrstev, třetí list byl vypracován jen u výběrových sond.

Průvodní zpráva okresu má obdobný obsah jako průvodní zprávy KPP a navíc obsahuje seznam hospodářských obvodů a přehledky v měřítku 1 : 200 000:
- klimatické okrsky a oblasti
- isoterm a isohyet
- geomorfologické oblasti a hydrografická síť
- kartogram výměnné půdní reakce v ornici
- kartogram obsahu organických látek v ornici
- kartogram zásoby přístupného oxidu fosforečného
- kartogram zásoby přístupného oxidu draselného

### Polní půdní záznamy
Polní půdní záznamy slouží k popisu půdního profilu kopané sondy. Obsahují na obou stranách listu formátu A4 údaje o přesném umístění sondy s náčrtem, údaje o nadmořské výšce, o umístění sondy ve svahu, tvar a expozici svahu, vyznačení hloubky hladiny podzemní vody, slovní a číselné vyznačení litologických vrstev a charakter jejich přechodu, údaje o provedených melioracích, označení půdy, stručnou výrobní charakteristiku půdy, návrh zúrodňovacích opatření, identifikační údaje o mapové sekci a listu, datu odběru vzorků a jména půdoznalce.
Na druhou stranu polního záznamu byl zaznamenán tzv. morfologický popis půdního profilu:
- horizontální členění na genetické horizonty s indexy s vyznačením mocnosti a typu přechodu
- vertikální členění počíná omazem (viz obrázek sondy), pokračuje slovním popisem barvy, struktury, zrnitosti, skeletovitosti, vlhkosti a konzistence, konkrecí (tedy nakupeninou), ostatních novotvarů a pórovitosti, trhlin, prokořenění a biologického oživení a končí kolonkou pro označení hloubky odběru vzorků

### Analytická charakteristika profilu
U základních sond byly odebírané vzorky z ornice a jednoho až dvou dalších horizontů do hloubky 60 cm v množství asi 0,5 kg z nichž byla stanovena kategorie zrnitostního složení – a to částic menších než 0,01 mm a výměnné pH. U výběrových sond byly odebírané vzorky v množství 2 kg u všech horizontů pro stanovení hodnot čtyř kategorií zrnitosti, oxidovatelného uhlíku Cox, uhličitanů, přístupného oxidu fosforečného a oxidu draselného, výměnného vodíku a sorpční kapacity. dopočtem byl stanoven obsah humusu s stupeň sorpčního nasycení V.

## Kartogramy
Mapovým výstupem komplexního průzkumu půd, který vznikl ve stejné době byly i kartogramy zpracované v měřítku 1 : 10 000 zpracované dle topografických map a to po odvozených sekcích. 
Kartogramy obsahují polohopisné údaje: obrys intravilánů a jejich popis, hranice hospodářských obvodů, železnice, silniční síť, výběr hlavních spojovacích cest, obrysy lesů, vodních toků a nádrží a ostatních ploch bez výškopisu. Kartogramy jsou buď černobílé nebo vybarvené akvarely.

### Kartogramy základní půdní mapy
Mají měřítko 1 : 50 000 a obsahují půdní celky tzv. genetické půdní představitele (GPP) a jejich komplexy, označeny půdním typem-subtypem číslem substrátu a za pomlčkou písmenem označujícím hloubku půdy a dále pak lokality základních půdních představitelů. Souběžný půdotvorný proces např. ilimerizace, oglejení, zrašelinění, a další je vyjádřen svislými pruhy. Dále je zde vyznačen stupeň narušení půdotvorného procesu, smyv, akumulace a překrytí.

### Kartogramy zrnitosti, skeletovitosti a zamokření
Zobrazují veškeré detaily zrnitostního složení profilu a skeletovitosti a dále zamokření povrchové, podzemní vodou, sezónní a trvalé.

### Návrh opatření ke zvyšování půdní úrodnosti
Zobrazuje geneticky příbuzné půdy tzv. geneticko-agronomická seskupení jednotně pro celou ČR a rozčlenění dle agronomicky důležitých vlastností s ohledem na doporučené soubory zúrodňovacích opatření do tzv. agronomicko-půdních skupin. Obsahují návrhy pro řešení zúrodňovacích opatření jako prohlubování, podrývání, odvodnění, zhutňování, a vylehčování ornice, protierozní opatření, rekultivace a využití místních zdrojů hnojivých hmot a jiných zemin. Většina těchto kartogramů v měřítku 1 : 10 000 se nedochovala.

## Digitalizace KPP
Z důvodu záchrany dat získaných komplexním průzkumem půd a zlepšení přístupu k datům jak pro vědecké pracovníky, tak pro veřejnost, zahájila instituce zodpovědná za správu dat KPP, Výzkumný ústav meliorací a ochrany půdy, v.v.i. (od roku 2024 přejmenován na Výzkumný ústav monitoringu a ochrany půdy, v. v. i.; VÚMOP), digitalizaci. Hlavní část probíhala mezi lety 2007–2013, během které bylo naskenováno přes 19 000 půdních map KPP, 26 000 průvodních zpráv, 417 000 listů záznamů sond a 4 000 kartogramů zrnitosti. Mapy a kartogramy byly poté georeferencovány, aby bylo možno s nimi pracovat v prostředí geoinformačních systémů.
Data KPP byla veřejnosti do roku 2021 zpřístupněna pomocí Webového archivu komplexního průzkumu půd, který umožňuje dálkový přístup k mapám KPP, průvodním zprávám a sondám. Pro rychlé a pohodlné zobrazení obsahu byly dokumenty převedeny do formátu .pff, který umožňuje zobrazení obsahu pomocí Adobe Flash Player.
V letech 2016–2020 došlo k převedení digitálních podkladů do strojově čitelné podoby: průvodní zprávy byly zpracovány OCR, došlo k vytvoření GIS vrstev sond, kartogramů a hranic hospodářských obvodů. Současně byla pro potřeby Ministerstva zemědělství, které se stalo správcem dat, spuštěna webová aplikace Komplexní průzkum půd, která podklady zpřístupňuje široké veřejnosti a nahradila tak zastaralý Webový archiv komplexního průzkumu půd. Data jsou navíc přístupna i přes standard Web Map Service (WMS) na adrese https://kpp.vumop.cz/wms/kpp.php. Popis dat je k dispozici v metadatovém katalogu. K celému tématu komplexního průzkumu vznikla KPP Wiki.

## Využití KPP
Informace získané díky komplexnímu průzkumu půd mohly být využity při tvorbě pedologických map, bonitace zemědělského půdního fondu a z ní vycházející databáze bonitovaných půdně ekologických jednotek. Tato kontinuálně aktualizovaná databáze tvoří podklad pro zákonná opatření, vyhlášky a opatření resortních a mimoresortních orgánů.
Digitalizované podklady je možno využít pro další výzkum. Pracovníci Výzkumného ústavu monitoringu a ochrany půdy, v.v.i. a České zemědělské univerzity v Praze, v rámci programu aplikovaného výzkumu Ministerstva zemědělství na období 2017-2025 ZEMĚ, zkombinovali data komplexního průzkumu, moderních pedologických dat, dálkového průzkumu Země a metod strojového učení k vytvoření map půdních vlastností popisující aktuální stav půdního pokryvu ČR.